# Dan Craven
Pour les articles homonymes, voir Craven.
Dan Craven, né le 1er février 1983 à Otjiwarongo, est un coureur cycliste namibien.

## Biographie

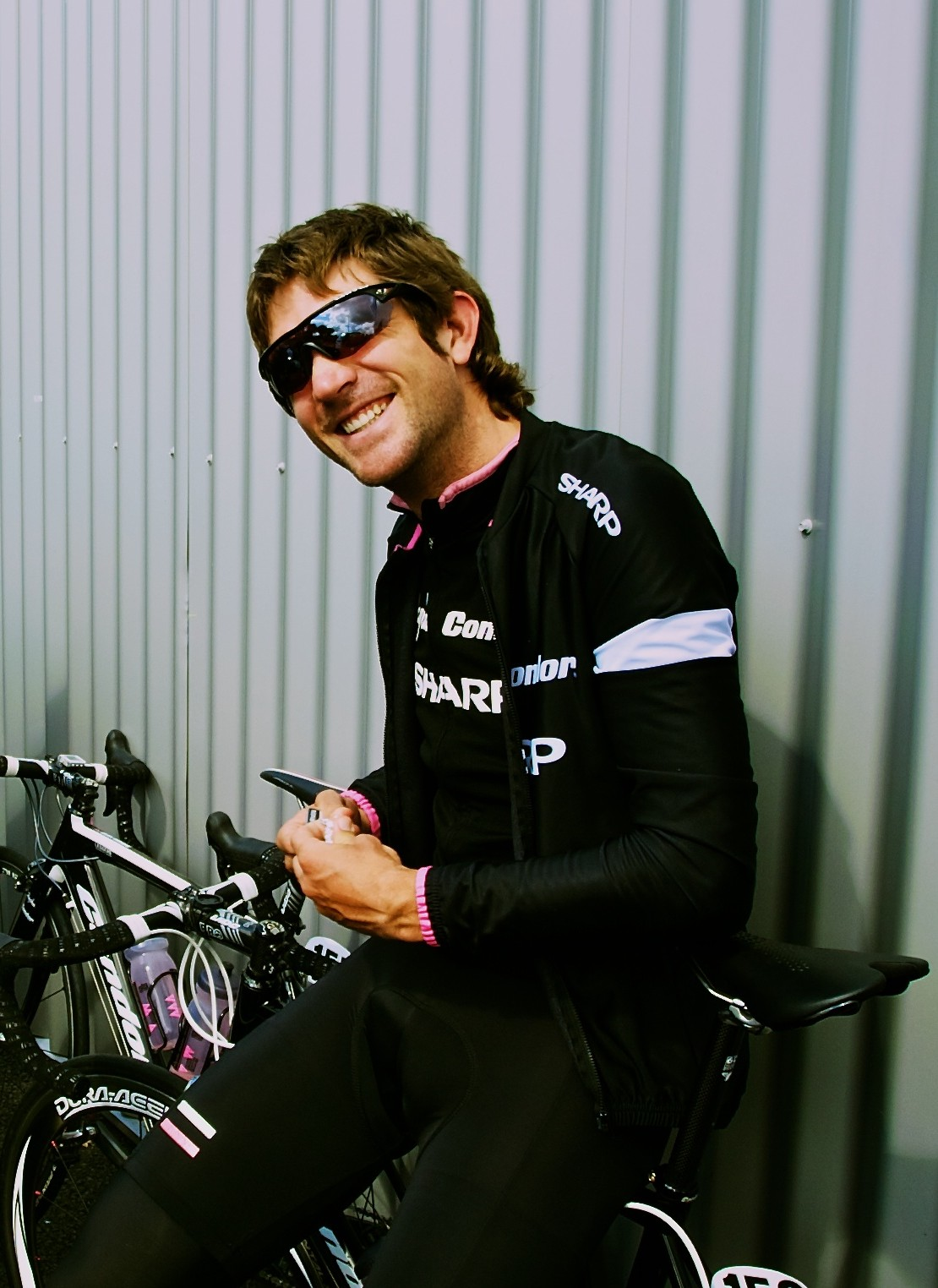
Dan Craven en 2010.

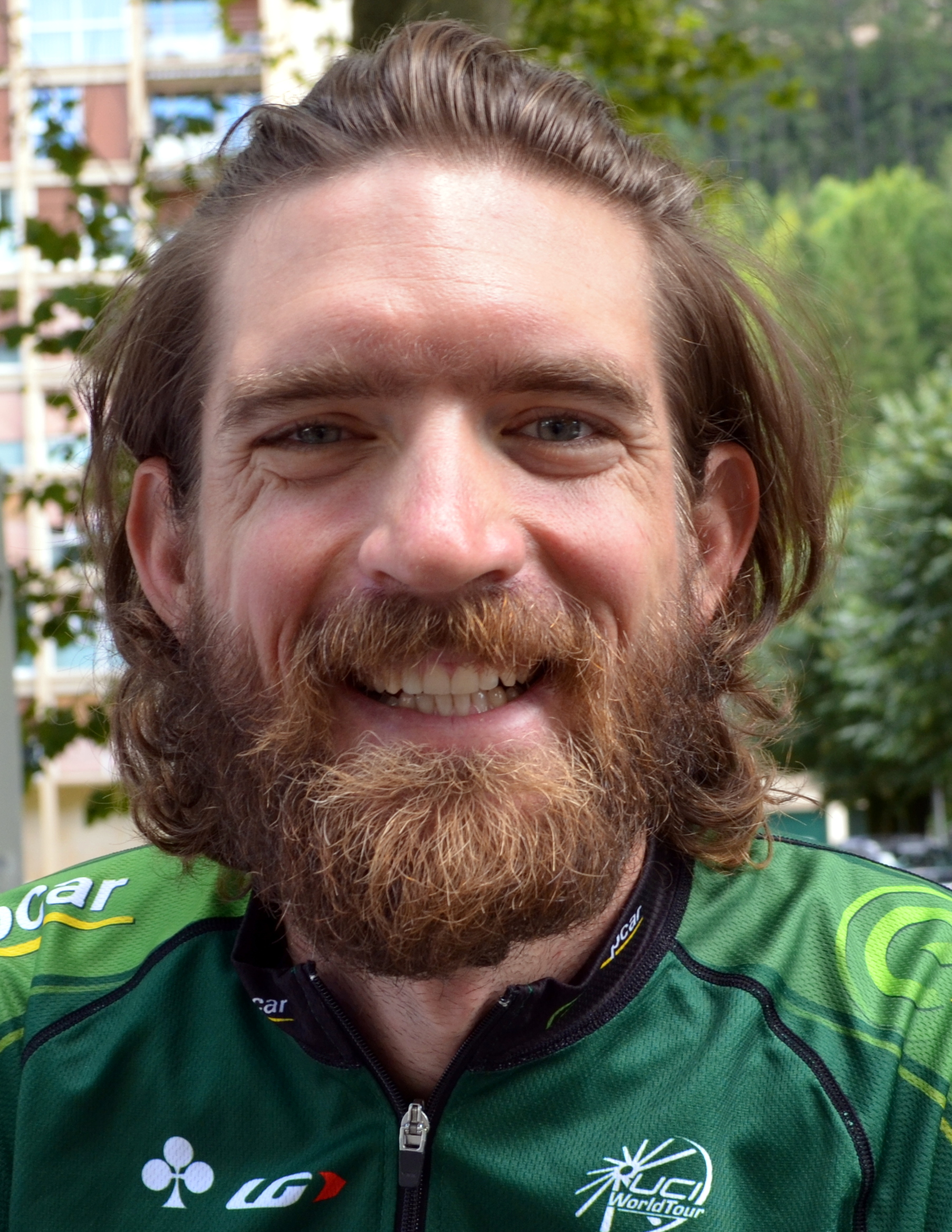
Dan Craven lors du Tour de l'Ain 2014.

Il est le petit-fils de Danie Craven célèbre joueur sud-africain de rugby qui milita contre l'apartheid. Il a notamment remporté la cinquième édition de l'UCI Africa Tour.
En 2015, il devient champion de Namibie pour la quatrième fois. Malgré ce titre, il n'est pas conservé par les dirigeants de l'équipe continentale professionnelle française Europcar à la fin de l'année.
En 2016, il représente la Namibie aux épreuves sur route (en ligne et contre-la-montre) aux Jeux olympiques de Rio.

## Palmarès
- 2005
  -  Champion de Namibie sur route
  - 3e du championnat d'Afrique du Sud sur route espoirs
- 2006
  -  Champion de Namibie sur route
  - 2e du Grand Prix Demy-Cars
  -  Médaillé d'argent du championnat d'Afrique du contre-la-montre
- 2007
  - Nedbank Cycle Classic
  - Namibian Cycle Classic
  - 2e du Giro delle Valli Aretine
  - 2e du championnat de Namibie du contre-la-montre
- 2008
  -  Champion d'Afrique sur route
  -  Champion de Namibie sur route
  - Nedbank Cycle Classic
  - Grand Prix de Lancy
  - Grand Prix Cristal Energie
  - 2e du Trofeo Salvatore Morucci
  - 3e du Gran Premio Inda
  - 3e du Giro Ciclistico del Cigno
  -  Médaillé de bronze du championnat d'Afrique du contre-la-montre
- 2009
  - UCI Africa Tour
  - 2e de la Shay Elliott Memorial Race
- 2010
  - Chas Messenger Stage Race
  - Shay Elliott Memorial Race
  - 1re étape de la FBD Insurance Rás
  - 3e étape de la Tobago Cycling Classic
  - 4e étape du Tour du Rwanda
  - 2e de l'East Midlands International Cicle Classic 
  - 3e de la FBD Insurance Rás
  - 3e de la Tobago Cycling Classic
  -  Médaillé de bronze du championnat d'Afrique sur route
- 2011
  - Nedbank Cycle Classic
  - 3e étape du Tour de León
- 2012
  - 2e du championnat de Namibie sur route
  - 2e du championnat de Namibie du contre-la-montre
- 2013
  -  Médaillé d'argent du championnat d'Afrique sur route
- 2014
  - Classement général du Tour du Cameroun
- 2015
  -  Champion de Namibie sur route
- 2016
  -  Champion de Namibie sur route
  - 2e du championnat de Namibie du contre-la-montre
- 2017
  - 2e du championnat de Namibie sur route
- 2018
  - Nedbank Cycle Classic
  - Tour du Sénégal : 
    - Classement général
    - 6e étape

  - 3e du championnat de Namibie sur route
- 2019
  - Nedbank Cycle Classic
  - 2e du championnat de Namibie sur route
- 2020
  -  Champion de Namibie sur route
  - 2e de la Nedbank Cycle Classic

## Résultats sur les grands tours

### Tour d'Espagne
1 participation
- 2014 : 140e

## Classements mondiaux
| Année           | 2005   | 2006 | 2007 | 2008 | 2009 | 2010 | 2011 | 2012 | 2013 | 2014 | 2015 | 2016 | 2017 | 2018 | 2019 |
| --------------- | ------ | ---- | ---- | ---- | ---- | ---- | ---- | ---- | ---- | ---- | ---- | ---- | ---- | ---- | ---- |
| UCI World Tour  |        |      |      |      |      |      |      |      |      | nc   |      |      |      |      |      |
| UCI Africa Tour | 28e    |      | 62e  |      | 1er  | nc   | 17e  | nc   | nc   |      | 35e  | 67e  | 92e  | 32e  | 41e  |
| UCI Europe Tour | 1 213e | 514e | 347e | 123e | nc   | 227e | 537e | nc   | nc   |      |      |      |      |      |      |